# George Millar
Pour les articles homonymes, voir Millar.
George Millar (1910-2005) fut un journaliste britannique et, pendant la Seconde Guerre mondiale (SOE), un agent secret du Special Operations Executive, section F. Au moment de la libération de la France, il fut envoyé en Franche-Comté et y accomplit, de juin à septembre 1944, sa mission de soutien à la Résistance intérieure française.

## Identités
- État civil : George Reid Millar
- Comme agent du SOE :
  - Nom de guerre (field name) : « Émile »
  - Nom de code opérationnel : CHANCELLOR (en français CHANCELIER)

Pour accéder à une photographie de George Millar, se reporter au paragraphe Sources et liens externes en fin d'article.

## Famille
- Son père : Thomas A. Millar
- Sa mère : Mary Reid Morton
- Mariages : (1) Annette Stockwell, 1939 ; (2) Isabel Paske-Smith, 1945

## Éléments biographiques
1910. Naissance de George Millar le 19 septembre.
Éducation : Loretto School ; St John's College, Cambridge.
Avant 1939. Il est journaliste à Londres, au Daily Telegraph et au Daily Express.
1939.
- Le Daily Express l'envoie à Paris comme assistant du correspondant Geoffrey Cox.
- Il épouse Annette Stockwell.
- Cox et lui décident de démissionner et de s'enrôler dans l'armée.

1940. Il est enrôlé dans la 2d Motor Battalion Rifle Brigade, dans la 7th Armoured Division, et combat dans le désert.
1942. En juin, il est blessé au combat près de Gazala en Libye et fait prisonnier de guerre. Il est transféré en Italie, dans un camp de prisonniers près de Tarente, où il est retenu vingt mois.
1943. Après la débâcle de l'Italie, il est transféré en Allemagne. Près de Munich, il s'échappe du train qui l'emmène et rentre à Paris, via Strasbourg, en se faisant passer pour un travailleur immigré. L'ancienne administratrice du bureau parisien du Daily Express lui fournit l'argent nécessaire pour traverser la France et l'Espagne jusqu'à Gibraltar et rentrer à Londres. Là, il est recruté par la section F du SOE (lors de son passage en Savoie, il a rencontré Richard Heslop « Xavier », dont l'activité et le charisme l'ont fortement impressionné). Il suit l'entraînement en vue d'une mission d'agent secret en France (malgré son fort accent écossais).
1944.
Mission en France
Définition de la mission : monter et diriger le réseau CHANCELLOR au nord de Besançon.
- Dans la nuit du 1er au 2 juin, il est parachuté en France, sous le nom de guerre « Émile », dans la région nord de Dijon.
- Après un périple à travers la Bourgogne et la Franche-Comté, il rejoint sa zone d'action, les environs de Besançon. Là, vivant au sein d'un petit maquis implanté sur les lisières du village de Vieilley (Doubs), connu des maquisards sous le pseudonyme de « capitaine Émile », il accomplit avec efficacité sa mission aux complexes imbrications : instructeur en armement et explosifs, conseiller tactique, chef d'une équipe chargée des sabotages, répartiteur des matériels parachutés, officier de liaison entre le commandement FFI régional et les états-majors alliés et agent de renseignement pour le compte de ses chefs britanniques de la section F du SOE.
- À l'approche de l'automne, l'aventure cesse à l'arrivée des troupes américaines. Il rentre à Londres, où il est félicité par le général Koenig.
- Il rassemble ses souvenirs dans des textes simples, gais et émouvants, denses et passionnants comme des romans.

1945.
- Son premier livre de souvenirs Maquis est publié.
- Il épouse Isabel Paske-Smith.

Le couple achète un bateau et entreprend une croisière en Méditerranée. George en fera un livre Isabel and the sea.
Il s'installe comme éleveur ovin et bovin. Il achète Sydling Court, une belle maison ancienne près de Dorchester.
2005. Il meurt le 15 janvier.

## Œuvres
- Maquis :
  - (en) Maquis, William Heinemann, 1945 ; Cassell Military Paperbacks, 2003,  (ISBN 0-304-36543-2).
  - (en) Waiting in the Night. Titre sous lequel le récit a été publié aux États-Unis.
  - (fr) Un Anglais dans le maquis, traduction de l'anglais par Gonzague de Champdenier, éditions Médicis, 1946 ; rééd. Cêtre, 1984.
  - (de) Maquis, traduction de l'anglais par Lino Rossi, éditions Büchergilde Gutenberg Zürich, Suisse, 1946
- (en) Horned Pigeon, Heinemann, 1946. Récit de son voyage de fugitif.
- (fr) My Past Was an Evil River, William Heinemann, 1946.
- (en) Isabel and the Sea, Doubleday, Garden City, 1948 ; William Heinemann, 1950.
- (en) A White Boat from England, William Heinemann, 1951.
- (en) Orellana discovers the Amazon, William Heinemann, 1954.
- (en) The Bruneval Raid, Book Club Associates, 1974 ; Cassell Military Paperbacks, 2002.
- (en) Road to Résistance. The Classic of Wartime Escape and Resistance - an Autobiography, Little, Brown and Company, 1979 ; London, Arrow, 1981. Dans ce livre, George Millar raconte comment il est entré au SOE.

## Reconnaissance
George Millar a reçu les décorations suivantes :
- Royaume-Uni : Military Cross (MC), Ordre du Service distingué (DSO).
- France : Légion d'honneur (LH), Croix de guerre 1939-1945 (CG).

## Sources et liens externes
- Photographie de George Millar sur le site Special Forces Roll of Honour
- Article nécrologique, The Times, 20 janvier 2005
- Michael Richard Daniell Foot, Des Anglais dans la Résistance. Le Service Secret Britannique d'Action (SOE) en France 1940-1944, annot. Jean-Louis Crémieux-Brilhac, Tallandier, 2008,  (ISBN 978-2-84734-329-8). Traduction en français par Rachel Bouyssou de (en) SOE in France. An account of the Work of the British Special Operations Executive in France, 1940-1944, London, Her Majesty's Stationery Office, 1966, 1968 ; Whitehall History Publishing, in association with Frank Cass, 2004. Ce livre présente la version officielle britannique de l’histoire du SOE en France.
- Quatrième de couverture de Maquis, Cêtre.
- Libre Résistance, bulletin d'information et de liaison - Anciens des Réseaux de la Section F du S.O.E. (Special Operations Executive - Amicale BUCK, no 13, 1er trimestre 2005.
- Lt. Col. E.G. Boxshall, Chronology of SOE operations with the resistance in France during world war II, 1960, document dactylographié (exemplaire en provenance de la bibliothèque de Pearl Witherington-Cornioley, consultable à la bibliothèque de Valençay). Voir sheet 23B, CHANCELLOR CIRCUIT.